# Náš společný přítel
Náš společný přítel (anglicky: Our Mutual Friend) je poslední dokončený román od anglického spisovatele Charlese Dickense. Poprvé byl vydán v roce 1865.
Dickens vypráví spletitý příběh plný tajemství, úklad, pletich, zrady, lásky, hamižnosti a nečekaných rozuzlení.

## Děj
Náš společný přítel vypráví příběh dvou párů, které, aby mohly dojít štěstí, musí překonat řadu překážek – předpojatou společnost, vlastní touhy nebo tajemnou minulost. Právník Eugene Wrayburn z vyšších společenských kruhů se zamiluje do Lizzie Hexam, dcery muže, jehož prací je lovit mrtvá těla z Temže a který se tak nachází mezi těmi nejnižšími z nejnižších. Kromě společenských předsudků se jim staví do cesty i učitel Bradley Headstone, který se z lásky k Lizzie dostane na pokraj šílenství a neváhá se zastavit ani před vraždou, aby Lizzie získal.
Druhý pár představuje Bella Wilfer, která se hodlá vdát tak, aby zbohatla, a John Rokesmith, o kterém nikdo nic neví a který se bezhlavě zamiluje do krásné Belly. Ta ho ale vytrvale odmítá, protože Rokesmith nesplňuje její představu o bohatství.
Ale je tu ještě závěť zesnulého Johna Harmona, která říká, že jeho majetek závratné výše zdědí jeho syn, jen pokud si vezme právě Bellu. Lidé věří, že syn zahynul při nehodě na lodi, že se utopil. Ve skutečnosti ale Harmonův syn nechtěl riskovat sňatek s osobou, kterou nikdy nespatřil, a proto se domluvil s jedním členem posádky, který mu byl neuvěřitelně podobný, aby si s ním vyměnil na krátkou dobu identitu. Zatím by se mohl anonymně seznámit s Bellou a zjistit, jestli by se mu jako manželka líbila. Jeho plány mu ale překazí nehoda na lodi, při které jeho komplic zemře. Ostatní ho mylně považují za Johna Harmona. Majetek zesnulého tak připadne dle závěti laskavému panu Boffinovi, který pochází z pracující třídy. Boffin se i s manželkou ujmou Belly, která ztratila domnělou smrtí Johna Harmona možnost na uzavření výhodného sňatku. Je ale rozhodnutá si bohatého manžela ve společnosti bohatých, do které se teď díky Boffinovi může vstoupit, najít. Netuší ale, že osoba, která se vydává za Johna Rokesmithe, je ve skutečnosti pravý dědic Boffinova majetku, John Harmon...

## Filmové, televizní a divadelní adaptace
Náš společný přítel byl dvakrát zpracován společností BBC ve formě televizních minisérií. Poprvé v roce 1976 s režií Petera Hammonda, podruhé v roce 1998, autorem scénáře byla Sandy Welch.